# Il Giallo Mondadori dal 201 al 300
|  | I 100 precedenti: Il Giallo Mondadori dal 101 al 200 |

## Dal N.201 al N.300
| N.  | Titolo italiano                       | Pubblicazione     | Autore               | Titolo originale                   |
| --- | ------------------------------------- | ----------------- | -------------------- | ---------------------------------- |
| 201 | Perry Mason e le due mogli            | 6 dicembre 1952   | Erle Stanley Gardner | The Case of The Dubious Bridegroom |
| 202 | Giro vizioso                          | 13 dicembre 1952  | M. V. Heberden       | Vicious Pattern                    |
| 203 | Caccia alla volpe                     | 20 dicembre 1952  | Mignon G. Eberhart   | Hunt With The Hounds               |
| 204 | Lugubre duetto                        | 27 dicembre 1952  | Peter Cheyney        | Dark Duet                          |
| 205 | La notte è per le streghe             | 3 gennaio 1953    | A. A. Fair           | Cats Prowl at Night                |
| 206 | Occhiali neri                         | 10 gennaio 1953   | John Dickson Carr    | The Black Spectacles               |
| 207 | Il tempio del diavolo                 | 17 gennaio 1953   | F. Draco Davis       | The Devil's Church                 |
| 208 | Perry Mason e la brunetta in prestito | 24 gennaio 1953   | Erle Stanley Gardner | The Case of The Borrowed Brunette  |
| 209 | Io dovevo uccidere                    | 31 gennaio 1953   | Clarence Hunt        | Small Town Corpse                  |
| 210 | Contrabbando                          | 7 febbraio 1953   | Cleve F. Adams       | Contraband                         |
| 211 | Donald Lam ci vede chiaro             | 14 febbraio 1953  | A. A. Fair           | Crows Can't Count                  |
| 212 | Giustizia sommaria                    | 21 febbraio 1953  | Craig Rice           | Trial By Fury                      |
| 213 | L'uomo di paglia                      | 28 febbraio 1953  | Doris Miles Disney   | Straw Man                          |
| 214 | La casa dell'uragano                  | 7 marzo 1953      | Q. Patrick           | Return To The Scene                |
| 215 | Ballo senza musica                    | 14 marzo 1953     | Peter Cheyney        | Dance Without Music                |
| 216 | Il corpo del reato                    | 21 marzo 1953     | Robert Finnegan      | The Bandaged Nude                  |
| 217 | Il delitto ci segue                   | 28 marzo 1953     | Frances Crane        | The Cinnamon Murder                |
| 218 | L'assassino era in anticipo           | 4 aprile 1953     | Delano Ames          | Murder Begins at Home              |
| 219 | Non ammazzare                         | 11 aprile 1953    | Bart Spicer          | Blues For The Prince               |
| 220 | Onde rosse                            | 18 aprile 1953    | Francis Bonnamy      | Blood And Thirsty                  |
| 221 | Bersaglio mobile                      | 25 aprile 1953    | Ross Macdonald       | The Moving Target                  |
| 222 | L'alibi nero                          | 2 maggio 1953     | Cornell Woolrich     | Black Alibi                        |
| 223 | Una cosa da nulla                     | 9 maggio 1953     | Peter Cheyney        | It Couldn't Matter Less            |
| 224 | La mosca e il ragno                   | 16 maggio 1953    | Max Ehrlich          | Spin The Glass Web                 |
| 225 | Fermate il boia                       | 23 maggio 1953    | Agatha Christie      | Mrs Mcginty's Dead                 |
| 226 | L'ispettore Paris                     | 30 maggio 1953    | Ben Benson           | Beware The Pale Horse              |
| 227 | ...e nulla si distrugge               | 6 giugno 1953     | George Goodchild     | Mclean To The Dark Tower Came      |
| 228 | Non riposano in pace                  | 13 giugno 1953    | David Goodis         | Of Missing Persons                 |
| 229 | Scacco matto                          | 20 giugno 1953    | A. A. Fair           | Bedrooms Have Windows              |
| 230 | Non ti fidare                         | 27 giugno 1953    | Rex Stout            | Murder By The Book                 |
| 231 | Donna rubata                          | 4 luglio 1953     | Wade Miller          | Stolen Woman                       |
| 232 | Un caso su mille                      | 11 luglio 1953    | Fredric Brown        | Compliments of A Fiend             |
| 233 | Il segreto della morte                | 18 luglio 1953    | Patrick Quentin      | Black Widow                        |
| 234 | Paga la vittima                       | 25 luglio 1953    | M. V. Heberden       | Drinks on The Victim               |
| 235 | Sparate a vista                       | 1º agosto 1953    | Wade Miller          | Shoot To Kill                      |
| 236 | Si parte alle sei                     | 8 agosto 1953     | William Irish        | Deadline at Dawn                   |
| 237 | Testimone oculare                     | 15 agosto 1953    | Doris Miles Disney   | Look Back on Murder                |
| 238 | Le ceneri non parlano                 | 22 agosto 1953    | Bruno Fischer        | The Silent Dust                    |
| 239 | Non si sa mai                         | 29 agosto 1953    | Peter Cheyney        | They Never Say When                |
| 240 | Perry Mason e la zanzara              | 5 settembre 1953  | Erle Stanley Gardner | The Case of The Drowsy Mosquito    |
| 241 | Fili rossi                            | 12 settembre 1953 | Rex Stout            | Red Threads                        |
| 242 | La resa dei conti                     | 19 settembre 1953 | Medora Field         | Who Killed Aunt Maggie?            |
| 243 | Caccia alla spia                      | 26 settembre 1953 | Wade Miller          | Killer's Choice                    |
| 244 | Veleno per uno                        | 3 ottobre 1953    | Hugh Holman          | Another Man's Poison               |
| 245 | Non è possibile                       | 10 ottobre 1953   | Mignon G. Eberhart   | Dead Men's Plans                   |
| 246 | I quattro cantoni                     | 17 ottobre 1953   | Rex Stout            | Prisoner's Base                    |
| 247 | Piazza pulita                         | 24 ottobre 1953   | John Dickson Carr    | Poison In Jest                     |
| 248 | Sempre più difficile                  | 31 ottobre 1953   | Eli Colter           | Cheer For The Dead                 |
| 249 | In quattro col morto                  | 7 novembre 1953   | Judson Philips       | The Fourteenth Trump               |
| 250 | Sinfonia funebre                      | 14 novembre 1953  | Rex Stout            | The Broken Vase                    |
| 251 | La furia infernale                    | 21 novembre 1953  | Peter Cheyney        | One of Those Things                |
| 252 | Non piangete per chi ha ucciso        | 28 novembre 1953  | Ross Macdonald       | The Way Some People Die            |
| 253 | Delitto a Mosca                       | 5 dicembre 1953   | Andrew Garve         | Murder In Moscow                   |
| 254 | La morte nella manica                 | 12 dicembre 1953  | Erle Stanley Gardner | Murder Up My Sleeve                |
| 255 | Il testimone dormiva                  | 19 dicembre 1953  | M. V. Heberden       | The Sleeping Witness               |
| 256 | Un mistero per Natale                 | 26 dicembre 1953  | Henry Kane           | A Corpse For Christmas             |
| 257 | Corpo a corpo                         | 2 gennaio 1954    | Douglas Rutherford   | Meet A Body                        |
| 258 | Perry Mason e il pugno nell'occhio    | 9 gennaio 1954    | Erle Stanley Gardner | The Case of The Black-eyed Blonde  |
| 259 | Morte a scadenza                      | 16 gennaio 1954   | William Francis      | I.O.U. Murder                      |
| 260 | Il vortice                            | 23 gennaio 1954   | Ross Macdonald       | The Drowning Pool                  |
| 261 | La donna del giaguaro                 | 30 gennaio 1954   | Wade Miller          | The Tiger's Wife                   |
| 262 | Veglia per una sirena                 | 6 febbraio 1954   | H. W. Roden          | Wake For A Lady                    |
| 263 | La morte fa l'appello                 | 13 febbraio 1954  | Q. Patrick           | Death Goes To School               |
| 264 | Miss Marple: giochi di prestigio      | 20 febbraio 1954  | Agatha Christie      | They Do It With Mirrors            |
| 265 | Un servizio da amico                  | 27 febbraio 1954  | Peter Cheyney        | You Can't Keep The Change          |
| 266 | Tutto si paga                         | 6 marzo 1954      | Delano Ames          | Death of A Fellow Traveller        |
| 267 | Mezzanotte, aereo 62                  | 13 marzo 1954     | Brett Halliday       | Counterfeit Wife                   |
| 268 | Paura nel plenilunio                  | 20 marzo 1954     | Louis Corkill        | Fish Lane                          |
| 269 | I delitti sono due                    | 27 marzo 1954     | Peter Cheyney        | Dark Bahama                        |
| 270 | Uomo bianco non vivrai                | 3 aprile 1954     | Wade Miller          | The Killer                         |
| 271 | L'anonima Roylott                     | 10 aprile 1954    | Guglielmo Giannini   |                                    |
| 272 | Uomo avvisato...                      | 17 aprile 1954    | Brett Halliday       | What Really Happened               |
| 273 | Girandola a Miami                     | 24 aprile 1954    | Marsdon La France    | Miami Murder-go-round              |
| 274 | Non destate Il cane che dorme         | 1º maggio 1954    | Peter Cheyney        | Try Anything Twice                 |
| 275 | La salma allo sbaraglio               | 8 maggio 1954     | Max Murray           | Good Luck To The Corpse            |
| 276 | Perry Mason e i pesci rossi           | 15 maggio 1954    | Erle Stanley Gardner | The Case of The Golddigger's Purse |
| 277 | Il segno del pavone                   | 22 maggio 1954    | Wade Miller          | Devil May Care                     |
| 278 | La ruota della sfortuna               | 29 maggio 1954    | A. Lee Martin        | Death on A Ferris Wheel            |
| 279 | Lunedì, muore Veronica                | 5 giugno 1954     | Gery Trotta          | Veronica Died on Monday            |
| 280 | Il conto non torna                    | 12 giugno 1954    | Mignon G. Eberhart   | The Unknown Quantity               |
| 281 | Chi dice donna...                     | 19 giugno 1954    | Peter Cheyney        | Lady, Behave!                      |
| 282 | Occhio alle bionde                    | 26 giugno 1954    | Peter George         | Come Blonde... Came Murder         |
| 283 | Hanno rapito un bimbo                 | 3 luglio 1954     | Ross Macdonald       | Meet Me at The Morgue              |
| 284 | Una scure per Donald Lam              | 10 luglio 1954    | A. A. Fair           | Give 'Em The Ax                    |
| 285 | Ho sposato un'ombra                   | 17 luglio 1954    | William Irish        | I Married A Dead Man               |
| 286 | Dopo le esequie                       | 24 luglio 1954    | Agatha Christie      | After The Funeral                  |
| 287 | Andata senza ritorno                  | 31 luglio 1954    | Igor Maslowski       | Un Aller Simple Pour La Morgue     |
| 288 | A colpi di mitra                      | 7 agosto 1954     | Peter Cheyney        | Sinister Errand                    |
| 289 | Gli otto fratelli                     | 14 agosto 1954    | M. V. Heberden       | The Case of The Eight Brothers     |
| 290 | La maschera dell'odio                 | 21 agosto 1954    | Helen Reilly         | The Double Man                     |
| 291 | Non c'è pace fra le nevi              | 28 agosto 1954    | Richard Katz         | Per Hills Schwerster Fall          |
| 292 | Perry Mason e il gorilla              | 4 settembre 1954  | Erle Stanley Gardner | The Case of The Grinning Gorilla   |
| 293 | La serpe in seno                      | 11 settembre 1954 | James Gunn           | Deadlier Than The Male             |
| 294 | Corsa a ostacoli                      | 18 settembre 1954 | A. A. Fair           | Fools Die In Friday                |
| 295 | Agguato nell'invisibile               | 25 settembre 1954 | Herbert Brean        | Wilders Walk Away                  |
| 296 | Voi non ci crederete                  | 2 ottobre 1954    | Peter Cheyney        | Another Little Drink               |
| 297 | Ferris Street, Ore 2                  | 9 ottobre 1954    | Thomas Polsky        | Courtain For The Copper            |
| 298 | Polvere negli occhi                   | 16 ottobre 1954   | Agatha Christie      | A Pocket Full of Rye               |
| 299 | Allarme a San Diego                   | 23 ottobre 1954   | Wade Miller          | Murder Charge                      |
| 300 | Nero Wolfe e i ragni d'oro            | 30 ottobre 1954   | Rex Stout            | The Golden Spiders                 |

|  | I 100 successivi: Il Giallo Mondadori dal 301 al 400 |